# Arthur Pendleton Bagby
Arthur Pendleton Bagby, ameriški politik in veleposlanik, * 1794, okrožje Louisa, Virginija, † 21. september 1858, Mobile, Alabama.
Bagby je bil guverner Alabame (1837-1841), senator ZDA iz Alabame (1841-1848) in veleposlanik ZDA v Rusiji (1848-1849).